# Kaganat àvar
Els àvars foren una horda centreasiàtica emigrada de l'alta Àsia a la Rússia meridional i Europa central on van formar el kaganat àvar o Avària. Sobre el seu origen vegeu àvars de Pannònia.
Abans del 565 els àvars, en grec abares o abaroi, en llatí avares o avari, van emigrar a Europa empenyent als hunnugur i sabir i altres hordes húnniques; el rei o kan dels àvars, anomenat Sarosios pels grecs, va fer aliança amb l'Imperi Romà d'Orient. Tenien un aspecte similar als huns i eren xamanistes. Tenien un aspecte similar als huns i eren xamanistes. Un ambaixador àvar fou rebut per Justinià I (557) i va demanar terres i un tribut; l'emperador els va enviar llavors un ambaixador, Valentinos (més tard també ambaixador davant els Turcs Orientals) i va demanar que el qaghan àvar lluités contra les altres hordes (hugunur, i sabir en llatí viguri et sabiri) les quals foren eliminades; també van eliminar els huns kutrigur i els huns uturgur, descendents dels poble d'Àtila, que vivien al nord-oest de la mar d'Azov (els kutrigur) i a la desembocadura del riu Don (els uturgur) i que van passar a formar part de l'horda dels àvars; així es va produir una barreja d'elements mongols (àvar) i turcs (huns). Aquestos grups huns eren federats als romans d'Orient.
El 560 els àvar ja dominaven a la regió entre el Volga i la desembocadura del Danubi; al nord d'aquest riu van derrotar les tribus d'eslaus, els antes, els eslovens i els wendes; seguint cap a l'oest van entrar a Germània però foren derrotats en una gran batalla a Turíngia pel rei franc d'Austràsia Sigebert I, net de Clodoveu I (562), i van retornar cap a la zona de la mar Negra.
Vers el 565 va pujar al tron àvar Bayan. El 567 es va aliar als longobards, poble establert a la Pannònia, i junts van destruir els gèpides, un poble germànic establert a Hongria i Transsilvània. Hongria fou ocupada pels àvar i Bayan va establir la seva residència prop de l'antiga seu d'Àtila. Així els àvars (juan-juan o heftalites) governaven entre el Volga i Àustria.
Per fer front a aquest perill els romans d'Orient van enviar uns ambaixadors als Turcs Occidentals, governats per Tardu (575-576), que fou el ja esmentat Valentinos. L'ambaixador fou rebut pel qaghan a l'alt Yulduz al nord de Kudjha, que li va tirar en cara l'aliança anterior de romans d'Orient i àvars. Tardu va enviar a un general de nom Bokhan (576), que aliat a les restes dels huns uturgur, Anagaï, va atacar les possessions romanes d'Orient al Bòsfor Cimmeri, concretament Panticapea prop de la moderna Kertch a l'entrada de la mar d'Azov.
El 582 Bayan va iniciar la guerra contra els romans d'Orient als que va arrabassar Sírmium (Mitrovitsa) cap de pont al Save; sota la pressió dels àvars els búlgars, que podrien ser descendents dels huns kutrigur, es van anar a establir a Bessaràbia i Valàquia. D'altra banda Bayan havia reprès la guerra contra els francs en direcció a l'oest (vers 570) i va aconseguir derrotar el franc Sigebert. Després va atacar territori romà d'Orient i va ocupar Singidium (Belgrad) saquejant la Mèsia fins a Anquialos (prop de Burgàs), fins que el 587 fou derrotat pels romans d'Orient prop d'Adrianòpolis i la guerra es va aturar per un temps.
El 592 Bayan va tornar a atacar els romans d'Orient, va ocupar Anquialos i va assolar Tràcia fins a Tzurulu (Tchorlu); el general romà d'Orient Prisc va aconseguir tenir a ratlla a Bayan i fins i tot va travessar el Danubi i va atacar el cor del seu imperi, Hongria, derrotant-lo completament a la riba del Theiss, batalla en la qual van morir quatre dels fills de Bayan (601). Bayan va morir poc després (602).
El seu successor va atacar els longobards que dominaven ara Itàlia. El 610 el Friul fou assolat. El 619 el qaghan va intentar un cop de mà a atrició contra l'emperador romà d'Orient Heracli, en una entrevista entre els dos sobirans a Heraclea de Tràcia, però va fracassar; va seguir un atac sorpresa a Constantinoble però fou rebutjat.
La guerra entre l'Imperi Romà d'Orient i els sassànides, va donar ocasió als àvars de nous atacs; aliats als àvars, els sassànides van atacar Constantinoble per Àsia Menor i els àvars ho van fer per Tràcia; a l'estiu del 626 la capital romana d'Orient estava greument amenaçada amb els sassànides establerts a Calcedònia i pels àvars, amb el qaghan als murs de la ciutat. En aquell moment Heracli estava lluitant al Caucas i la defensa va quedar en mans del patrici Bonus; entre el 31 de juliol i el 4 d'agost del 626 els àvars van fer diversos assalts, però l'eficàcia de la flota grega va impedir l'èxit de l'atac (que pretenia estar coordinat amb els sassànides); després de patir greus pèrdues els àvars es van retirar a Hongria.
A la mort del qaghan (630) els búlgars van exigir que el nou qaghan fos elegit en el seu grup, de fet volien elegir al seu kan, Kubrat; els àvars s'hi van negar i van combatre els búlgars amb les armes. Finalment els búlgars van quedar amos de Mèsia i Valàquia, mentre els eslaus es feien independents als territoris entre el Danubi i el Save. D'aquesta època dataria l'emigració d'alguns àvars al Caucas on van crear el kanat de l'Avaristan.
Els àvars van subsistir a la plana hongaresa fins al segle ix. L'agost del 791 el seu kanat fou envaït per Carlemany, que va arribar fins a la confluència del Danubi i el Raab. El 795 el seu fill Pipí, ajudat per Eric duc de Friul (789-799), va atacar el "ring", la fortalesa residència dels qaghans, i es va apoderar de bona part dels seus tresors; el 786 en una tercera campanya, Pipí altre cop, va arrasar el "ring" i es va emportar la resta del tresor. Sembla que era el tudun cristià el que governava el 799 i es va revoltar contra els francs, però fou derrotat i el 803 el nou cap dels àvars, Zodan, va anar a França a fer completa submissió a l'emperador. El 805 apareix com a qaghan un àvar cristià de nom Teodor, vassall de Carlemany.
Vers el 810 els àvars, amb permís de l'emperador, van abandonar els seus establiments al nord del Danubi, per anar a establir-se sota la direcció de Teodor, a la Pannònia occidental entre Carnutum i Sabària. Encara s'esmenta un kan cristià el 844. Els seus dominis apareixen anys més tard repartits entre l'imperi de la Gran Moràvia (Sviatopolk, mort el 895) que dominava Bohèmia i Pannònia, i el kanat dels búlgars que ocupaven Hongria meridional (i Valàquia i Bulgària); una tribu dels búlgars, els onogur o onogundur (que potser van donar nom a Hongria) ocupaven la regió a l'est i sud dels Carpats.

## Kans àvars coneguts
- A-na-kuei 522-552
- K'u-t'i 552-554
- An-lo-ch'en 554 ?
- Kandik 554?-562 (potser Sarosios)
- Bayan 562-602
- qaghan 602-617
- qaghan 617-630
- Kubrat 630-vers 635
- Desconeguts 635 a 790
- Yugurus vers 790-795
- Kajd Tudun 795-803
- Zodan 803-805
- Teodor 805-814
- Abraham
- Isaac Tudun vers 825
- Darrer kan esmentat (sense nom) el 844